# پی‌ان‌بی راک
راکیم هاشم آلن (۹ دسامبر ۱۹۹۱ – ۱۲ سپتامبر ۲۰۲۲)، که بیشتر با نام هنری‌اش پی‌ان‌بی راک شناخته می‌شود، رپر و خواننده آمریکایی اهل فیلادلفیا، پنسیلوانیا بود. او بیشتر برای تک‌آهنگ «خودخواه» (۲۰۱۶) شناخته شد، که به رتبهٔ ۵۱ در بیلبورد هات ۱۰۰ ایالات متحده رسید. او همچنین در تک‌آهنگ «تغییرها» از اکس‌اکس‌اکس تنتاسیون  حضور داشته که در همان نمودار به تاپ ۲۰ رسید. او دو آلبوم استودیویی به نام‌های این حس‌ها را بگیرید (۲۰۱۷) و ترپ‌استار به پاپ‌استار تبدیل شد (۲۰۱۹) منتشر کرد. آلن به عنوان عضوی از کلاس دانشجویی سال اول ایکس‌ایکس‌ال ۲۰۱۷ انتخاب شد.

## اوایل زندگی
راکیم هاشم آلن در ۹ دسامبر ۱۹۹۱ در محله ژرمن‌تاون فیلادلفیا، پنسیلوانیا به دنیا آمد. پدر آلن در سه سالگی به قتل رسید، بنابراین او در درجه اول توسط مادرش بزرگ شد. در سال‌های نوجوانی در شمال شرقی فیلادلفیا زندگی می‌کرد. او با گوش دادن به توپاک و گروه آراندبی جودسی بزرگ شد. آلن در ۱۳ سالگی به دلیل ارتکاب سرقت و دعوا در مدرسه به یک برنامهٔ بازداشت جوانان فرستاده شد. زمانی که او ۱۹ ساله شد، به اتهام حمل مواد مخدر و جرایم دیگر به ۳۳ ماه زندان محکوم شد. آلن پس از آزادی از زندان برای مدت کوتاهی بی خانمان بود. او هرگز دبیرستان را تمام نکرد. آلن بعداً نام هنری پی‌ان‌بی راک را برای ادای احترام به پاستوریوس و باینتون، گوشهٔ خیابانی نزدیک جایی که وی در محله فیلادلفیا ژرمن‌تاون بزرگ شد، انتخاب کرد.

## فعالیت
در ۲۴ ژوئن ۲۰۱۴، پی‌ان‌بی راک اولین میکس‌تیپ خود را با نام Real N*gga Bangaz منتشر کرد. او میکس‌تیپ را در حالی که در زندان بود نوشت. در سال ۲۰۱۵، پی‌ان‌بی راک با آتلانتیک رکوردز قرارداد امضا کرد، و تحت نظر این ناشر، او اولین پروژه خود را با آتلانتیک با نام آران‌بی۳ منتشر کرد که سومین میکس‌تیپ او است. در ژوئن ۲۰۱۶، او تک آهنگ موفق «خودخواه» را منتشر کرد. این آهنگ به رتبهٔ ۵۱ در بیلبورد هات ۱۰۰ ایالات متحده رسید. در اکتبر ۲۰۱۶، رولینگ استون وی را در فهرست «۱۰ هنرمند جدیدی که باید بشناسید» قرار داد.
در ۱۰ ژانویه ۲۰۱۷، او دومین آلبوم میکس‌تیپ خرده‌فروشی خود را با نام جی‌تی‌تی‌ام: عبور از میان حرکات از طریق آتلانتیک رکوردز و امپایر رکوردز منتشر کرد. این آلبوم در رتبهٔ ۲۸ نمودار بیلبورد ۲۰۰ ایالات متحده قرار گرفت. پس از آن، در آوریل ۲۰۱۷، او در موسیقی متن سرنوشت خشمگین در دو تک‌آهنگ حضور یافت: «گنگ آپ» به‌همراه یانگ تاگ، تو چینز و ویز خلیفا و «اسب‌ها» به‌همراه کداک بلک و ا بوگی ویت دا هودی. در ژوئن ۲۰۱۷، پی‌ان‌بی راک به عنوان یکی از ده نفر از «کلاس دانشجویی سال اول ۲۰۱۷» ایکس‌ایکس‌ال به همراه ا بوگی ویت دا هودی، پلی‌بوی کارتی، آگلی گاد، کایل، آمینه، میداین‌تی‌یو، کامایه، کاپ جی و اکس‌اکس‌اکس تنتاسیون انتخاب شد.
دومین آلبوم او به نام ترپ‌استار به پاپ‌استار تبدیل شد در مه ۲۰۱۹ منتشر شد. پی‌ان‌بی راک در آهنگ «از من بگذر» با اد شیرن و چنس د رپر، که یکی از آهنگ‌های آلبوم شماره ۶ پروژه همکاری از شیرن است، همکاری کرد. پی‌ان‌بی راک تک‌آهنگی به همراه پاپ اسموک به نام «صندلی عقب» منتشر کرد.
در ژانویه ۲۰۲۰، پی‌ان‌بی راک آهنگی به نام «معمولی» با حضور رپر فقید پاپ اسموک منتشر کرد و همچنین در ژانویه ۲۰۲۱ با یک رپر فقید دیگر به نام کینگ وون در آهنگی به نام «رز گلد» همکاری کرد.
در فوریه ۲۰۲۲، پی‌ان‌بی راک میکس‌تیپ جدید «SoundCloud Daze» را منتشر کرد که هنرمندان مختلفی از جمله پاستو فلاکو، یانگ فازو و غیره در آن حضور داشتند. بعداً در همان سال، او به‌طور مستقل «دوباره مرا دوست داشته باش» را در ۲ سپتامبر ۲۰۲۲ منتشر کرد که آخرین تک‌آهنگی بود که وی در طول زندگی خود منتشر کرد.

## زندگی شخصی و مرگ
پی‌ان‌بی راک دو دختر داشت که در سال‌های ۲۰۱۳ و ۲۰۲۰ به دنیا آمده بودند، دختر دوم از استفانی سیبونهوانگ متولد شد.
در ۱۲ سپتامبر ۲۰۲۲، پی‌ان‌‌بی راک و دوست دخترش برای صبحانه به  رستوران روسکوز هاوس آف چیکن ان وافلز در لس‌آنجلس رفتند که پس از انتشار لوکشین به‌صورت سهوی توسط دوست دختر وی در یک استوری اینستاگرامی ، بعد از دقایقی چند نفر برای دزدی از پی ان بی راک به رستوران آمدند و پس از دزدی از وی تیراندازی را آغاز میکنند ، پی ان بی راک در حین تیراندازی برای حفظ جان دوست دخترش ، او را به زیر میز هل میدهد تا از تیراندازی جان سالم به در ببرد ، اما خودش به دلیل اصابت گلوله جانش را از دست میدهد. 

## ترانه‌شناسی
آلبوم‌های استودیویی
- این حس‌ها را بگیرید (۲۰۱۷)
- ترپ‌استار به پاپ‌استار تبدیل شد (۲۰۱۹)